# Ягодновский сельсовет (Липецкая область)
Ягодновский сельсовет — сельское поселение в Данковском районе Липецкой области Российской Федерации.
Административный центр — село Ягодное.

## История
Статус и границы сельского поселения установлены Законом Липецкой области от 23 сентября 2004 года № 126-ОЗ «Об установлении границ муниципальных образований Липецкой области»

## Население
| 2010 | 2012 | 2013 | 2014 | 2015 | 2016 | 2017 |
| ---- | ---- | ---- | ---- | ---- | ---- | ---- |
| 627  | ↘595 | ↘569 | ↘553 | ↘531 | ↘505 | ↘504 |
| 2018 | 2021 |      |      |      |      |      |
| ↘497 | ↗525 |      |      |      |      |      |

## Состав сельского поселения
| № | Населённый пункт | Тип населённого пункта       | Население |
| - | ---------------- | ---------------------------- | --------- |
| 1 | Арсёновка        | деревня                      | 1         |
| 2 | Гагарино         | село                         | ↘23       |
| 3 | Избищи           | село                         | ↘214      |
| 4 | Каменка          | деревня                      | 257       |
| 5 | Сазоновка        | деревня                      | 15        |
| 6 | Ханеевка         | деревня                      | ↘10       |
| 7 | Ягодное          | село, административный центр | ↘107      |